# John Oliver
John William Oliver (Birmingham, Reino Unido, 23 de abril de 1977) é um ator e comediante britânico–americano. É o apresentador do programa de sátira política Last Week Tonight, transmitido pela HBO desde 2014.
John ganhou notoriedade com seu trabalho no show televisivo The Daily Show e, no verão de 2013, chegou a assumir o papel de apresentador interino do programa nos Estados Unidos, substituindo temporariamente Jon Stewart. Em 2014, deixou o programa ao fim de sete anos como correspondente. É ainda conhecido pelas suas participações na série Community, no papel de Professor Ian Duncan, entre 2009 e 2014.

## Primeiros anos
John Oliver nasceu em Erdington, um subúrbio de Birmingham e cresceu em Bedford onde frequentou a Mark Rutherford School  A sua mãe, Carole foi professora de música e o pai, Jim Oliver, foi diretor de uma escola e assistente social. Ambos nasceram em Liverpool. John é o mais velho de quatro filhos. O seu tio, Stephen Oliver, era um conhecido compositor que, entre outros trabalhos, compôs a banda sonora da versão radiofónica de O Senhor dos Anéis. O seu tetravô, William Boyd Carpenter, era bispo de Ripon e chapelão da rainha Vitória do Reino Unido.
Em 1994, John entrou na Christ’s College da Universidade de Cambridge onde estudou Inglês, terminando o curso em 1998. Enquanto aluno, Oliver fez parte do grupo de comédia Footlights ao mesmo tempo que os comediantes David Mitchell e Richard Ayoade e, em 1997, foi eleito vice-presidente.  

## Carreira

### Stand-up
John Oliver participou pela primeira vez no Festival Fringe em Edimburgo em 2001 no The Comedy Zone, um showcase de novos talentos, onde fez o papel de “jornalista graxista”. Em 2002, teve o seu primeiro espetáculo a solo e regressou nessa condição ao festival em 2003. Em 2004 e 2005, John juntou-se a Andy Zaltzman e os dois surgiram no festival como uma dupla de comédia com Political Animal, uma série de espetáculos de humor político. Depois de se mudar para Nova Iorque para participar no programa The Daily Show, John começou a fazer espetáculos de comédia stand-up, primeiro em pequenos bares da cidade e depois em salas de espetáculo maiores. O primeiro programa de comédia de John Oliver, intitulado John Oliver: Terrifying Times, estreou no canal Comedy Central em 2008. Entre 2010 e 2013, John Oliver apresentou quatro temporadas do programa John Oliver’s New York Stand-Up Show.
Segundo Edward Helmore do The Guardian: “O seu estilo está mais orientado para o que os americanos gostam mais nos britânicos – exagerado, repleto de sotaques e maneirismos esquisitos, na mesma veia dos Monty Python”. O próprio John Oliver descreve o seu sotaque como uma mistura de influências de Birmingham, Liverpool e Bedfordshire.

### The Daily Show

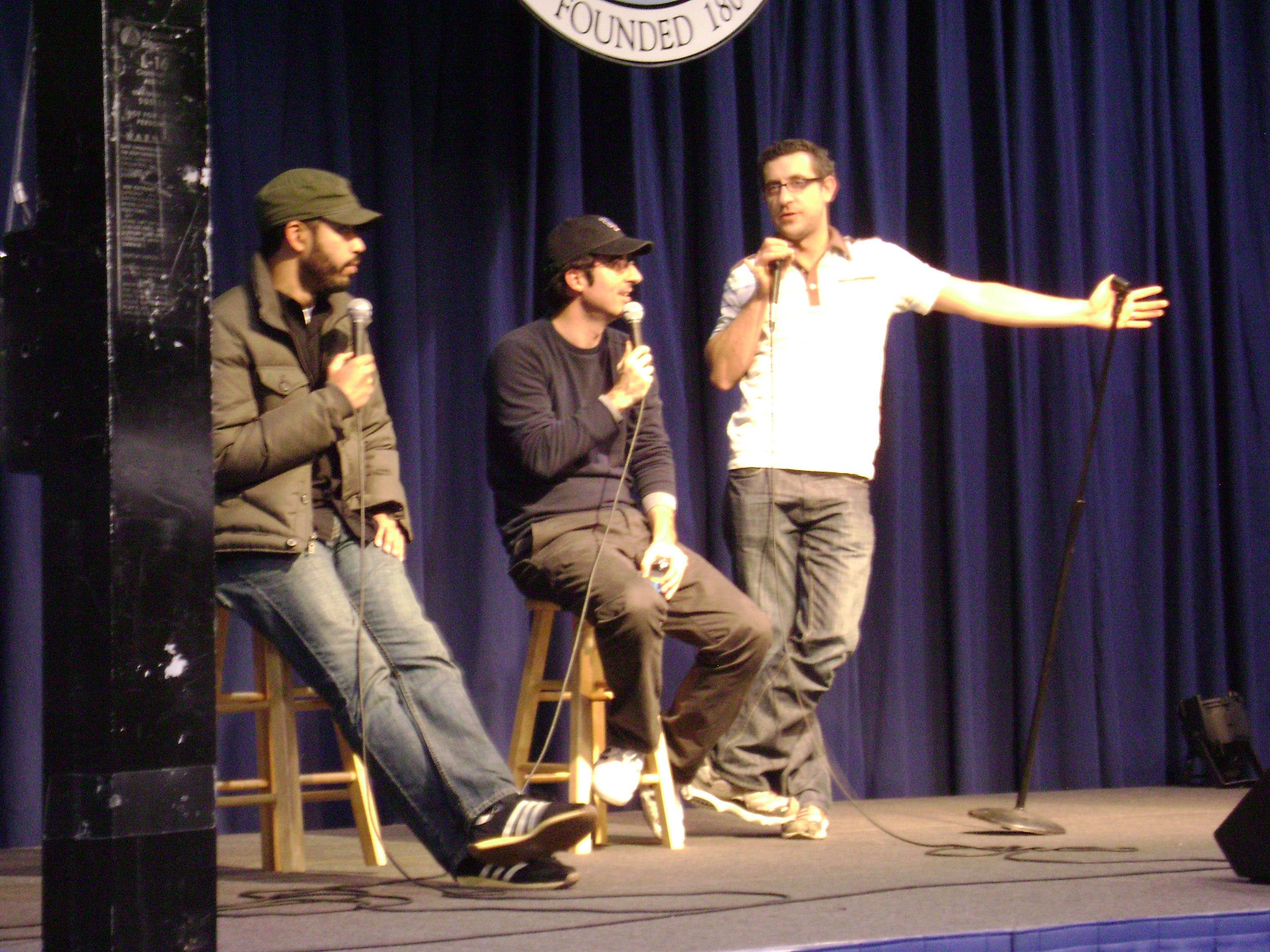
John Oliver com Wyatt Cenac, o seu colega do The Daily Show, e Rory Albanese

John Oliver juntou-se ao The Daily Show with Jon Stewart no papel de Correspondente Britânico em julho de 2006. John diz que conseguiu uma entrevista para entrar para o programa devido a uma recomendação do comediante Ricky Gervais que, apesar de não o conhecer na altura, gostava bastante do seu trabalho. John visitou os Estados Unidos pela primeira vez na sua vida para essa entrevista. Duas semanas depois conseguiu o trabalho e apanhou o vôo de Londres para Nova Iorque num domingo. Para sua surpresa, a sua primeira participação no programa ocorreu no dia seguinte. John Oliver recebeu três prémios Emmy (em 2009, 2011 e 2012) pela sua contribuição como argumentista para o programa.
Durante o verão de 2013, John Oliver substituiu Jon Stewart e apresentou o The Daily Show durante oito semanas, enquanto Stewart realizava o filme Rosewater. John recebeu críticas positivas pelo seu trabalho e alguns chegaram mesmo a sugerir que deveria ser ele a substituir Jon Stewart caso o apresentador decidisse abandonar de vez o programa, ou então receber o seu próprio programa. Chegou a falar-se da possibilidade de John Oliver substituir Craig Ferguson no programa The Late Late Show da CBS, porém tal não se verificou. Três meses depois de ter substituído Jon Stewart, a HBO anunciou que John Oliver teria o seu próprio programa na estação.

### Last Week Tonight
O primeiro programa de Last Week Tonight with John Oliver foi transmitido a 27 de abril de 2014. O programa analisa notícias, política e acontecimentos da atualidade. O contrato de John Oliver com a HBO tem a duração de dois anos, com a possibilidade de extensão. John diz que tem liberdade criativa, incluindo autorização para criticar grandes empresas, devido ao modelo de canal pago da HBO. O seu trabalho neste programa levou-o a ser considerado uma das 100 pessoas mais influentes do mundo pela revista Time em 2015, para além de ter criado o chamado "Efeito John Oliver".
O "Efeito John Oliver" surgiu graças à influência que os segmentos do programa Last Week Tonight têm tido em certas decisões jurídicas e na desmistificação de certos assuntos considerados complexos ou "enfadonhos" para o grande público. Este trabalho levou a equipa do programa a ser reconhecida com um prémio Peabody em 2014. A equipa venceu ainda o Emmy de Melhor Programa de Variedades e vários prémios de Melhor Argumento e Melhor Talk Show de organizações como o Critic's Choice e o Writer's Guild of America.

## Vida pessoal
John Oliver vive em Nova Iorque com a sua esposa Kate Norley, uma veterana da Guerra do Iraque que fez serviço como médica no conflito. John disse que a conheceu na Convenção do Partido Republicano de 2008 quando ele estava a trabalhar para o The Daily Show e ela fazia campanha pela organização Vets for Freedom. Ela e outros veteranos de guerra, esconderam John Oliver, os outros correspondentes e as câmaras dos seguranças. O casal tem dois filhos. Em 2019, John Oliver se naturalizou cidadão dos Estados Unidos.
O estatuto de imigrante de John Oliver, criou alguns obstáculos ao que ele podia fazer no seu país adotado, mas também lhe forneceu material para os seus espetáculos de comédia, onde ridicularizava a lentidão e, por vezes, absurdos que viveu no processo para obter a cidadania americana. John Oliver foi um dos muitos argumentistas que se juntou às manifestações da greve dos argumentistas de 2007-2008 que obrigou o The Daily Show a parar a produção a partir de 7 de janeiro de 2008. Durante um segmento do programa, ele salientou que estava a trabalhar nos Estados Unidos com um visto que o impedia de fazer greve enquanto o programa ainda estava a ser gravado e a violação das regras do visto podia fazer com que fosse deportado. Quando foi questionado em relação ao seu estatuto de imigrante em 2009, John disse: “Para ser honesto, é uma batalha contínua e algo inquietante. Tentei gravar a frase ‘Tragam-me os vossos pobres e os vossos aspirantes a comediantes’ na base da Estátua da Liberdade, mas pelos vistos, isso não pode ser utilizado no campo legal”. Num episódio do podcast The Bungle, John anunciou que finalmente tinha conseguido obter o seu “green card” e salientou que a partir de agora podia ser detido enquanto filmava segmentos para o The Daily Show.
É adepto do Liverpool FC e mantém um autógrafo de Ian Rush na carteira.

## Filmografia

### Cinema
| Ano  | Título        | Papel              | Notas |
| ---- | ------------- | ------------------ | ----- |
| 2008 | The Love Guru | Dick Pants         |       |
| 2011 | The Smurfs    | Vanity Smurf (voz) |       |
| 2013 | The Smurfs 2  | Vanity Smurf (voz) |       |
| 2019 | The Lion King | Zazu               |       |

### Televisão
| Ano             | Título                               | Papel                      | Notas                                      |
| --------------- | ------------------------------------ | -------------------------- | ------------------------------------------ |
| 1985            | Bleak House                          | Felix Pardiggle            | Episódio: "1.2"                            |
| 2001            | People Like Us                       | Bank Manager               | Episódio: "The Bank Manager"               |
| 2001            | My Hero                              | Homem da BBC               | Episódio: "Pregnant"                       |
| 2003            | Gash                                 | Ele próprio                | Episódio: "1.4"                            |
| 2004            | Green Wing                           | Vendedor de carros         | Episódio: "Caroline's First Date"          |
| 2005            | The Comic Side of 7 Days             | Ele próprio                | 6 episódios                                |
| 2005–2006       | Mock the Week                        | Participante               | 7 episódios                                |
| 2006–2013       | The Daily Show                       | Correspondente             | Também foi argumentista 388 episodes       |
| 2008            | Terrifying Times                     | Ele próprio                | Especial de comédia                        |
| 2009            | Important Things with Demetri Martin | Vários papéis              | 2 episódios                                |
| 2009-2011, 2014 | Community                            | Ian Duncan                 | 18 episódios                               |
| 2010–present    | John Oliver's New York Stand-Up Show | Ele próprio (apresentador) | 26 episódios                               |
| 2012            | Gravity Falls                        | Wax Sherlock Holmes (voz)  | Episódio: "Headhunters"                    |
| 2012–presente   | Randy Cunningham: 9th Grade Ninja    | Treinador Green (voz)      | 4 episódios                                |
| 2013            | Rick and Morty                       | Dr. Xenon Bloom (voz)      | Episódio: "Anatomy Park"                   |
| 2014–presente   | Last Week Tonight with John Oliver   | Apresentador               | É também argumentista e produtor executivo |
| 2014            | The Simpsons                         | Wilkes Booth John (voz)    | Episódio: "Pay Pal"                        |
| 2020            | Big Mouth                            | Harry                      | Temporada 4, episódios "1-3"               |